# علي صادق
علي صادق عبد الحميد هو رئيس المجلس المصري لبحوث الفضاء، ومؤسس برنامج الفضاء المصري و وكيل أول المخابرات العامة سابقًا. أشرف الدكتور علي صادق على إطلاق أول قمر صناعي مصري.

## انطر أيضًا
- برنامج فضائي مصري